# Lista de golfos e baías
Esta é uma lista de golfos e baías. Em Geografia, uma baía ou golfo é uma porção de mar ou oceano rodeada por terra.
1. Golfo de Aqaba
2. Golfo da Biscaia
3. Golfo de Bótnia
4. Golfo de Corinto
5. Golfo da Finlândia
6. Golfo do México
7. Golfo Pérsico
8. Golfo da Tailândia
9. Baía dos Porcos
10. Baía de Guanabara
11. Baía de Guantánamo
12. Baía de Hudson
13. Baía de Bengal